# Samurai Champloo
Samurai Champloo (サムライチャンプルー,?, Samurai Chanpurū) è un anime TV di 26 episodi del 2004. La regia è di Shinichirō Watanabe, medesimo regista di Cowboy Bebop, ed è prodotto dalla Manglobe. È ambientato in Giappone, in un immaginario periodo Edo, contenente elementi d'azione, avventura e commedia mischiati con un'anacronistica colonna sonora basata su musiche hip hop. Il nome deriva dalla parola del dialetto di Okinawa "chanpurū", che vuol dire 'mischiare' o 'fondere', proprio nello spirito della serie. È edita in Italia da Panini Video. Alla colonna sonora ha contribuito il disc jockey Nujabes..

## Personaggi
La trama di Samurai Champloo si sviluppa attorno al viaggio di tre persone:
- Mugen - un rozzo e trasandato vagabondo che viene dalle isole Ryūkyū; ha uno stile di combattimento che richiama la break dance e che ha somiglianze con la capoeira. Odia combattere se imposto e lo fa solo per soddisfare se stesso o per soldi, mette in mostra le sue abilità anche per avere un pasto gratis. Per quanto crudele possa essere, ha a cuore Jin e Fuu. È molto irritabile, egocentrico, beve molto e si fa mettere sotto da tutte le donne con cui ci prova.
- Jin - un calmo e stoico rōnin che combatte utilizzando il tipico stile Kenjutsu dei samurai. Per quanto possa sembrare distaccato, resta ammaliato dalle belle donne e rimane infatuato da alcune. Inoltre, tiene molto a Mugen e Fuu, ritenuti da lui "i suoi primi veri amici". Accusato dai suoi numerosi ex compagni di allenamento dell'assassinio del proprio mentore, questi cercheranno Jin in tutto il Giappone per vendicare il maestro.
- Fū Kasumi - una giovane, decisa ed ormai ex cameriera di quindici anni che recluta i due guerrieri purché l'aiutino a ritrovare il "samurai che profuma di girasoli". Durante il viaggio, i tre viandanti ricevono dalle persone incontrate sul cammino sempre più indicazioni su come trovarlo. Viaggia sempre con uno scoiattolo volante di nome Momo. È gelosa delle donne che vengono considerate più belle di lei. Sebbene sia di statura minuta, è dotata di un incredibile appetito.

Così come in Cowboy Bebop, i personaggi secondari di Samurai Champloo sono molti e, per questo, poco sviluppati. A parte il trio di protagonisti, nessun personaggio compare in più di tre episodi.

## Edizione italiana
In Italia la serie è stata importata dalla Panini Video nel 2008. A febbraio 2017 viene pubblicata una nuova edizione DVD comprendente la serie completa a cura della Dynit, ma venduta esclusivamente nelle fumetterie certificate Selected Store del marchio.

### Doppiatori
Il doppiaggio italiano è stato eseguito presso lo studio C.D. Cine Dubbing sotto la direzione di Maria Pia Di Meo. I dialoghi italiani sono di Luca Privitera e Lisbeth Damas.
| Personaggi | Voce originale | Voce italiana      |
| ---------- | -------------- | ------------------ |
| Mugen      | Kazuya Nakai   | Christian Iansante |
| Jin        | Ginpei Sato    | Loris Loddi        |
| Fū         | Ayako Kawasumi | Alessia Amendola   |

## Episodi

La copertina del primo volume dei DVD di Samurai Champloo

| Nº | Titolo italiano Giapponese 「Kanji」 - Rōmaji                                                    | In onda           | In onda |
| Nº | Titolo italiano Giapponese 「Kanji」 - Rōmaji                                                    | Giapponese        |         |
| 1  | Sturm und Drang 「疾風怒涛」 - Shippū dotō                                                       | 20 maggio 2004    |         |
| 2  | Pandemonio 「百鬼夜行」 - Hyakkiyagyō                                                            | 3 giugno 2004     |         |
| 3  | Telepatia (parte prima) 「以心伝心 其の一」 - Ishindenshin sono ichi                             | 10 giugno 2004    |         |
| 4  | Telepatia (parte seconda) 「以心伝心 其の二」 - Ishindenshin sono ni                             | 17 giugno 2004    |         |
| 5  | Orecchie da mercante 「馬耳東風」 - Bajitōfū                                                     | 24 giugno 2004    |         |
| 6  | Lo straniero dai capelli rossi 「赤毛異人」 - Akage ijin                                         | 1º luglio 2004    |         |
| 7  | Senza via di scampo 「四面楚歌」 - Shimensoka                                                    | 8 luglio 2004     |         |
| 8  | Vanagloria 「唯我独尊」 - Yuigadokuson                                                           | 15 luglio 2004    |         |
| 9  | Spiriti maligni dei monti e dei fiumi 「魑魅魍魎」 - Chimimōryō                                  | 22 luglio 2004    |         |
| 10 | Chiodo scaccia chiodo 「以毒制毒」 - Idokuseidoku                                                | 29 luglio 2004    |         |
| 11 | Angelo caduto 「堕落天使」 - Daraku tenshi                                                       | 5 agosto 2004     |         |
| 12 | La storia ci insegna 「温故知新」 - Onkochishin                                                  | 12 agosto 2004    |         |
| 13 | Nell'oscurità della notte (parte prima) 「暗夜行路 其之壱」 - Anya kōro sono ichi                | 26 agosto 2004    |         |
| 14 | Nell'oscurità della notte (parte seconda) 「暗夜行路 其之弐」 - Anya kōro sono ni                | 2 settembre 2004  |         |
| 15 | Da cima a fondo 「徹頭徹尾」 - Tettōtetsubi                                                      | 9 settembre 2004  |         |
| 16 | Vivere da ebbri e morire nel sogno (sogno primo) 「酔生夢死：ひと夢」 - Suiseimushi: Hito yume   | 16 settembre 2004 |         |
| 17 | Vivere da ebbri e morire nel sogno (sogno secondo) 「酔生夢死：ふた夢」 - Suiseimushi: Futa yume | 23 settembre 2004 |         |
| 18 | La via delle lettere e delle arti marziali 「文武両道」 - Bunburyōdō                             | 22 gennaio 2005   |         |
| 19 | Quel che semini raccogli 「因果応報」 - Ingaōhō                                                  | 29 gennaio 2005   |         |
| 20 | Elegia (parte prima) 「悲歌慷慨 其之壱」 - Hikakōgai sono ichi                                   | 5 febbraio 2005   |         |
| 21 | Elegia (parte seconda) 「悲歌慷慨 其之弐」 - Hikakōgai sono ni                                   | 12 febbraio 2005  |         |
| 22 | Blu di rabbia 「怒髪衝天」 - Dohatsushōten                                                       | 19 febbraio 2005  |         |
| 23 | In quella palla metterci l'anima 「一球入魂」 - Ikkyū nyuukon                                    | 26 febbraio 2005  |         |
| 24 | Vita e morte (parte prima) 「生死流転 其之壱」 - Seishiruten sono ichi                           | 5 marzo 2005      |         |
| 25 | Vita e morte (parte seconda) 「生死流転 其之弐」 - Seishiruten sono ni                           | 12 marzo 2005     |         |
| 26 | Vita e morte (parte terza) 「生死流転 其之参」 - Seishiruten sono san                            | 18 marzo 2005     |         |